# Saint-Georges-de-Poisieux
Saint-Georges-de-Poisieux è un comune francese di 414 abitanti situato nel dipartimento del Cher, nella regione del Centro-Valle della Loira.

## Società

### Evoluzione demografica
Abitanti censiti